# جرج میلز
 جورج میلس  (به انگلیسی: George Mills) (زاده ۲۹ دسامبر ۱۹۰۸ - درگذشته ۱۵ ژوئیه ۱۹۷۰) بازیکن سابق تیم ملی فوتبال انگلیس و باشگاه فوتبال چلسی است.میلس به مدت ۱۴ سال برای تیم چلسی بازی کرده‌است و یکی از رکوردداران گلزنی در این باشگاه است.
وی در تاریخ ۲۳ اکتبر ۱۹۳۷ نخستین بازی ملی خود را در مقابل تیم ملی فوتبال ایرلند شمالی انجام داد و با حضور در ۳ بازی ملی، در تاریخ ۱ دسامبر ۱۹۳۷ واپسین بازی ملی‌اش را در برابر تیم ملی فوتبال چکسلواکی برگزار کرد.
این بازیکن توانسته در بازی‌های ملی، ۳ گل به ثمر برساند.